# Gewerbehaus (Hamburg)
Das Hamburger Gewerbehaus am Holstenwall 12 ist seit 1915 der Sitz der ehemaligen Hamburger Gewerbekammer, der heutigen Handwerkskammer Hamburg.

## Erfordernis und Standortwahl
Das Gebäude wurde nicht von der Handwerksorganisation der Gewerbekammer errichtet, sondern finanziert und konzipiert von der Stadt Hamburg, allerdings in Abstimmung mit der Gewerbekammer. Das Hamburg-Wappen über der Jahreszahl der Fertigstellung oberhalb der Eingangstür ist dafür das damals übliche Zeichen für „Staatsbauten“ gewesen. Für diesen Staatsbau war der Beschluss der Hamburgischen Bürgerschaft vom 10. Juli 1912 zur Freigabe der Baukosten in Höhe von 911.300 Mark notwendig. Hintergrund war die prekäre soziale Lage in der Stadt und das Erfordernis, den Arbeitssuchenden „Arbeitsnachweise“ zu geben. Dies geschah im Innungsflügel, in Form einer offenen Galerie über 6 Ebenen mit einem direkten Zugang von der Straße in die im Souterrain eingerichteten Wartehalle für Arbeitssuchende.
Der Vorstand der Gewerbekammer wollte, wie den Protokollen der Baudeputation zu entnehmen ist, dass die Stadt Hamburg das neue Gewerbehaus auf einem Grundstück mitten in der Innenstadt errichtet, am liebsten am Valentinskamp/Gänsemarkt (dem Standort der von 1923 bis 1926 gebauten Finanzbehörde). Der von der Stadt vorgeschlagene Standort in Hammerbrook am Nagelsweg wurde wegen der Nähe zum 1906 fertiggestellten Gewerkschaftshaus am Besenbinderhof abgelehnt. Als Baugrundstück wurde immerhin ein städtisches Grundstück vorgesehen, das noch innerhalb des Wallrings in der Neustadt lag – am Holstenwall. Dieser Straßenzug war nach Aufhebung der Torsperre 1860 zu einer breiten Ringstraße ausgebaut worden war. Hier sollten ähnlich wie in anderen Städten und wie schon zuvor im altstädten Teil der Ringstraße nahe dem Hauptbahnhof verschiedene repräsentative Gebäude errichtet werden.
Hierfür waren nach der Entfestigung des Walls für die Neubebauung des Holstenwalls nur bestimmte Baugattungen zugelassen worden. Dazu gehörte auch Wohnungsbau, aber nicht sog. Kleinwohnungen, wie sie von der Abraham Philipp Schuldt Stiftung schon in der Zeit vor der Cholera (1892) vom Architekt Hinrich Fitschen geplant wurden. Baulich im Kontrast zu den Wohnungen im bisherigen Gängeviertel entstanden die Wohnungen von „Schuldts Stift“ auf der Rückseite der Ringstraßenbebauung. Zunächst wurden die Wohnzeilen Hütten 2–12 und Pilatuspool mit zwei Kopfbauten fertiggestellt. Sie stellen die heutige rückwärtige Bebauung des Gewerbehauses dar (weitere Kleinwohnungen von der A. Ph. Schuldt-Stiftung Neumayerstraße, Poolstraße, Seewartenstraße und Zeughausstraße).
Im Ringstraßenabschnitt südlich des damaligen Holstenplatzes war das Interesse an den neu geschnittenen Parzellen für Repräsentativbauten geringer als im Bereich bis zum Gorch Fock-Wall (bis 1933 Friedrich-Ebert-Straße). Südlich der 1904–1908 entstandenen Musikhalle (heute „Laeizshalle“) (Architekt Martin Haller und Emil Meerwein am „Holstenplatz“, später „Karl Muck-Platz“, seit 1997 „Johannes Brahms-Platz“) entstanden vor 1910 ganz unterschiedliche Neubauten.
Als am 28. April 1910 der Antrag in der Hamburgischen Bürgerschaft zum Bau des Gewerbehauses am Holstenwall 12 gestellt wurde, war dies die einzige Baulücke und das letzte freie städtische Grundstück. Es war von dem Grundstücksnachbarn, dem Glasgroßhändler Wilhelm Völker als Lagerplatz genutzt worden. Seine Kündigungsfrist betrug einen Monat. Die Entscheidung der Finanzdeputation erfolgte am 23. September 1911, die Senatssitzung fand am 21. Juni 1912 statt und am 10. Juli 1912 gab die Bürgerschaft nach turbulenter Parlamentsauseinandersetzung der Freigabe von 911.300 Mark statt. Der damalige Leiter des Hochbauamtes Fritz Schumacher, der hier als Architekt tätig wurde, bezeichnete später die Verwirklichung des Raumprogramms für das 2500 m² große Grundstück mit einer bebaubaren Fläche von ca. 1700 m² als „wahren Zauberkasten“.
Das Raumprogramm gemäß Beschlussvorlage für die Sitzung der Hamburgischen Bürgerschaft von Juni 1912:
- Für die Gewerbekammer waren ein kleiner Sitzungssaal, vier Amtszimmer, sechs Geschäftszimmer und zwei Aktenräume vorgesehen.
- Für die Gewerbeförderung wurden zwei Räume für theoretische Meisterkurse, vier Räume für praktische Meisterkurse, Amt- und Dozentenzimmer, sowie ein Lesesaal und ein Ausstellungsraum vorgesehen.
- Für die Versammlungen und die Sitzungen der Innungen wurden drei Sitzungssäle (für bis zu 450 Personen, für 150 bis 200 Personen und für 80 bis 100 Personen), sowie acht Sitzungszimmer für 20 bis 50 Personen vorgesehen.
- Die Aufsichtsbehörde für die Innungen erhielt ein Amtszimmer für den Präses.
- Die Innungen erhielten 26 Räume für Sekretariate, Krankenkassen und die „Arbeitsnachweise“ sowie drei Archivräume.

Zusammenfassend heißt es in dem Buch „Hamburger Staatsbauten von Fritz Schumacher II. Band“
„Alle diese Räume haben durch mancherlei Stiftungen der Innungen einen besonderen Charakter bekommen. Die Glasfenster im großen Sitzungssaal. (Prof. Czeschka), die Holzverkleidungen anderer Säle, Gemälde an den Wänden, Brunnen in den Vorräumen, Öfen, Uhren, Beleuchtungskörper und Türgitter sind mit besonderer Liebe durchgeführte Stiftungen der verschiedenen Gewerbe. Sie alle sind vom Architekten des Baues im Einklang mit den Raumgestaltungen entworfen. Zwei Räume, der Saal der „Bauhütte“ und eine Trinkstube sind als Gesamtleistung vom Architekten H. Aug. Meyer geschaffen.“
Von besonderer sozialpolitischer Bedeutung für die Entstehung des Gewerbehauses und die Finanzierung durch die Stadt war im sog. Innungsflügel die im Tiefparterre unter Straßenniveau gelegene ca. 350 m² große „Wartehalle für Arbeitssuchende“. Für die zu erwartenden Menschenmengen sollte die Wartehalle von der Straße aus ins Gebäude und dann über den Innenhof im Kreislauf geführt werden.

## Die Bauzeit vor und während des 1. Weltkriegs
Geplant war die Bauzeit von zwei Jahren:

Beginn der Erdarbeiten und der Fundamentierung 1. September 1912,

Fertigstellung des Rohbaus am 1. Oktober 1913 und

die Übergabe des fertigen Baues am 1. Oktober 1914.
Das „Hamburger Fremdenblatt“ gab am 16. Juli 1914 bekannt, dass wahrscheinlich die Arbeitsnachweise und die Büros der Innungen am 1. April 1915 in das neue Haus übersiedeln können, dagegen die Sitzungen erst am 1. Oktober 1915 dort beginnen können. Durch den Ausbruch des Ersten Weltkriegs hatte sich die Fertigstellung um einige Monate verzögert. Tatsächlich konnten ab 1. April 1915 die ersten Innungen einziehen (Buchdrucker und Klempner) und erst 1916 konnte auch Thilo Hampke, der Syndikus (heutige Amtsbezeichnung: Hauptgeschäftsführer) der Gewerbekammer seine neuen Räume beziehen, ebenfalls die Bibliothek, Patentschriftensammlung, Aufsichtsbehörde für die Innungen und die meisten Innungen, für die am Holstenwall ein Büro vorgesehen war (vgl. Adressbuch-Einträge für die Jahre 1915 und 1916). Deshalb ist als Datum über der Eingangstür das Jahr 1915 genannt und unterhalb des Hamburg-Wappens deutlich zu erkennen.
Auch wenn 1915 noch nicht alle Räume im Innenausbau fertiggestellt waren, wurde das Gewerbehaus sehr rasch von den Innungen und auch von der Gewerbekammer in Nutzung genommen. So berichtet die „Neue Hamburger Zeitung“ am 30. Oktober 1915 von der Berufsberatung und Lehrstellenvermittlung im 1. Stock. Der „Hamburgische Correspondent“ kündigte am 9. April 1916 den Umzug der Patentschriftensammlung und der Bibliothek von den Großen Bleichen 61/63 ins Gewerbehaus an und am 6. August 1916 wird auf die Meisterkurse im Gewerbehaus hingewiesen.
Im Juni 1916 hielt Fritz Schumacher im Gewerbehaus die Rede „Ausblicke für die kunsttechnische Zukunft unseres Volkes“ auf der Wanderversammlung des deutschen Gewerbeschulverbands. Die „Neue Hamburger Zeitung“ berichtet am 11. Dezember 1916 von der Eröffnung der Weihnachtsmesse des Hamburger Gewerbevereins im Großen Saal. Als Redner sprachen u. a. Bürgermeister Werner von Melle und der Vorsitzende des Gewerbevereins Johannes Hirsch. Formell wurde der langfristige Mietvertrag zwischen der Stadt Hamburg als Vermieterin und der Gewerbekammer am 4. September 1917 unterzeichnet. Er war befristet auf 20 Jahre (also bis 1937). Dieser Mietvertrag wurde 1937 umgewandelt zu einem Erbbaurechtsvertrag mit einer Laufzeit von 75 Jahren – also bis 2012.
Die Vertragsänderung wurde am 3. Dezember 1937 feierlich in und vor dem Gewerbehaus begangen, und zwar als besonderes politisch zu verstehendes Geschenk der neuen Herren Hamburgs für das Handwerk. Entsprechend wurde die Feier gestaltet.
Der damalige Kammerpräsident Arnold Petersen war Mitglied der NSDAP und seit 1936 Mitglied im Reichstag. Gauleiter und Reichsstatthalter Karl Kaufmann kam zu diesem Ereignis in die Handwerkskammer, bei der auch Marmorbüsten von Adolf Hitler und des Generalfelmarschalls Paul von Hindenburg auf kleinen Podesten in der Vorhalle enthüllt wurden. Für diese Veranstaltung war vor dem Gewerbehaus ein Podium aufgebaut und das Gewerbehaus wurde von großen Scheinwerfern angestrahlt. 3000 Fackelträger am Straßenrand entlang des gesamten Holstenwalls und insgesamt 30.000 Handwerker waren mobilisiert worden.
Im Jahr 1989 konnte die Handwerkskammer Hamburg das Grundstück plus Gebäude von der Freien und Hansestadt Hamburg kaufen, damit im Innenhof eine dringend notwendige Tiefgarage errichtet werden kann. Nachdem die Einrichtungen der stillgelegten großen Lüftungsanlage unterhalb der Dachhaut demontiert war, konnte auch das Dachgeschoss für Büro- und Seminarräume ausgebaut werden. Mit der bisherigen Laufzeit des Erbbaurechtsvertrags bis 2012 wären diese umfangreichen Investitionen nicht erfolgt.
Das Gewerbehaus steht erst seit der Neufassung des Hamburger Denkmalschutzgesetzes im Jahre 2013 unter Denkmalschutz.

## Bauliche Veränderungen vor und nach dem 2. Weltkrieg
Im Laufe der Zeit wurden zahlreiche bauliche Veränderungen im Hamburger „Gewerbehaus“ durch die Nutzung der Gewerbekammer bzw. der Handwerkskammer vorgenommen, sie betreffen sowohl die Innenräume, aber auch teilweise die Fassade (z. B. Ludwig Kunstmanns goldene Medaillons mit sechs verschiedenen Koggen).

### Eingangshalle

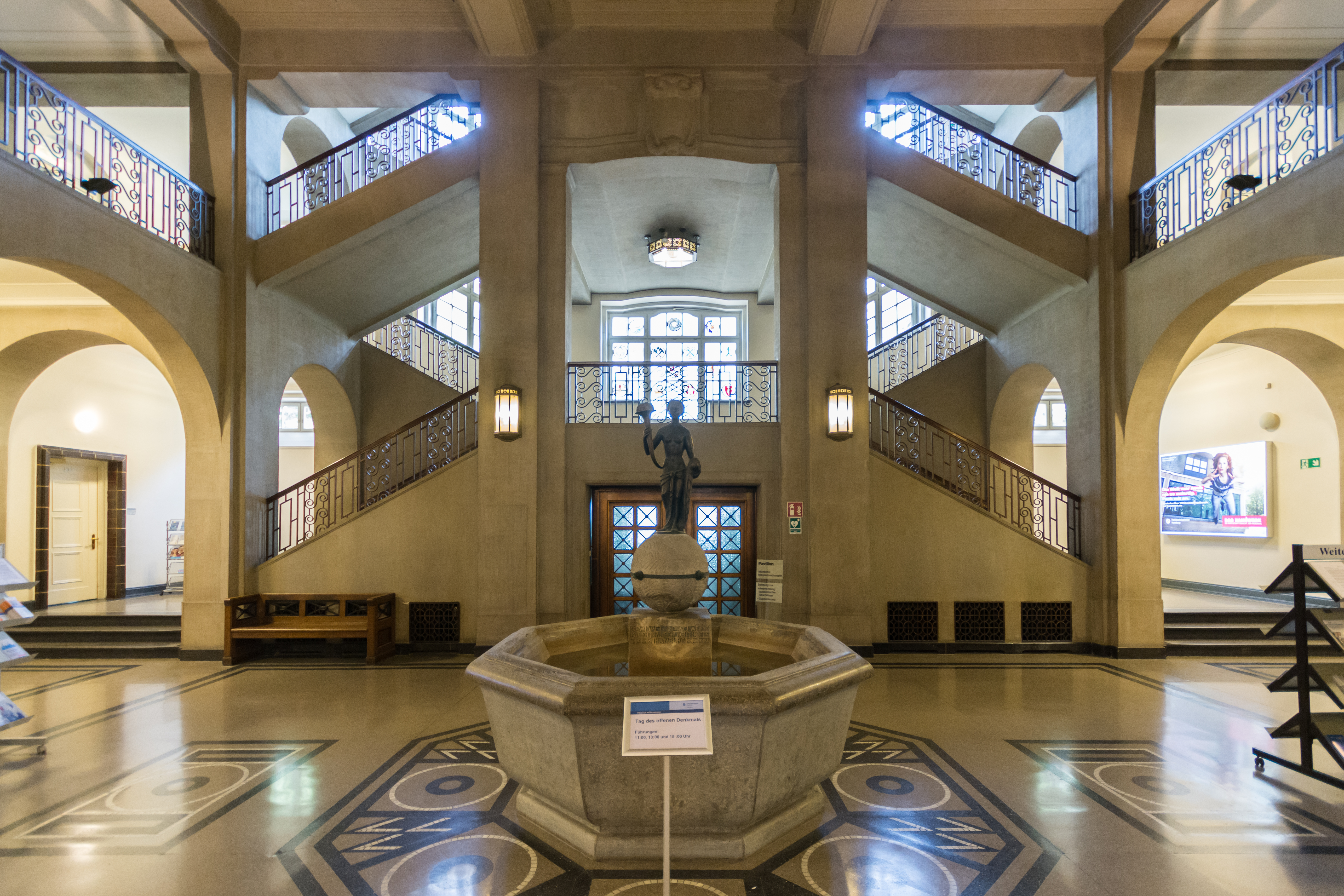
Die Eingangshalle und das Haupttreppenhaus (Situation heute)

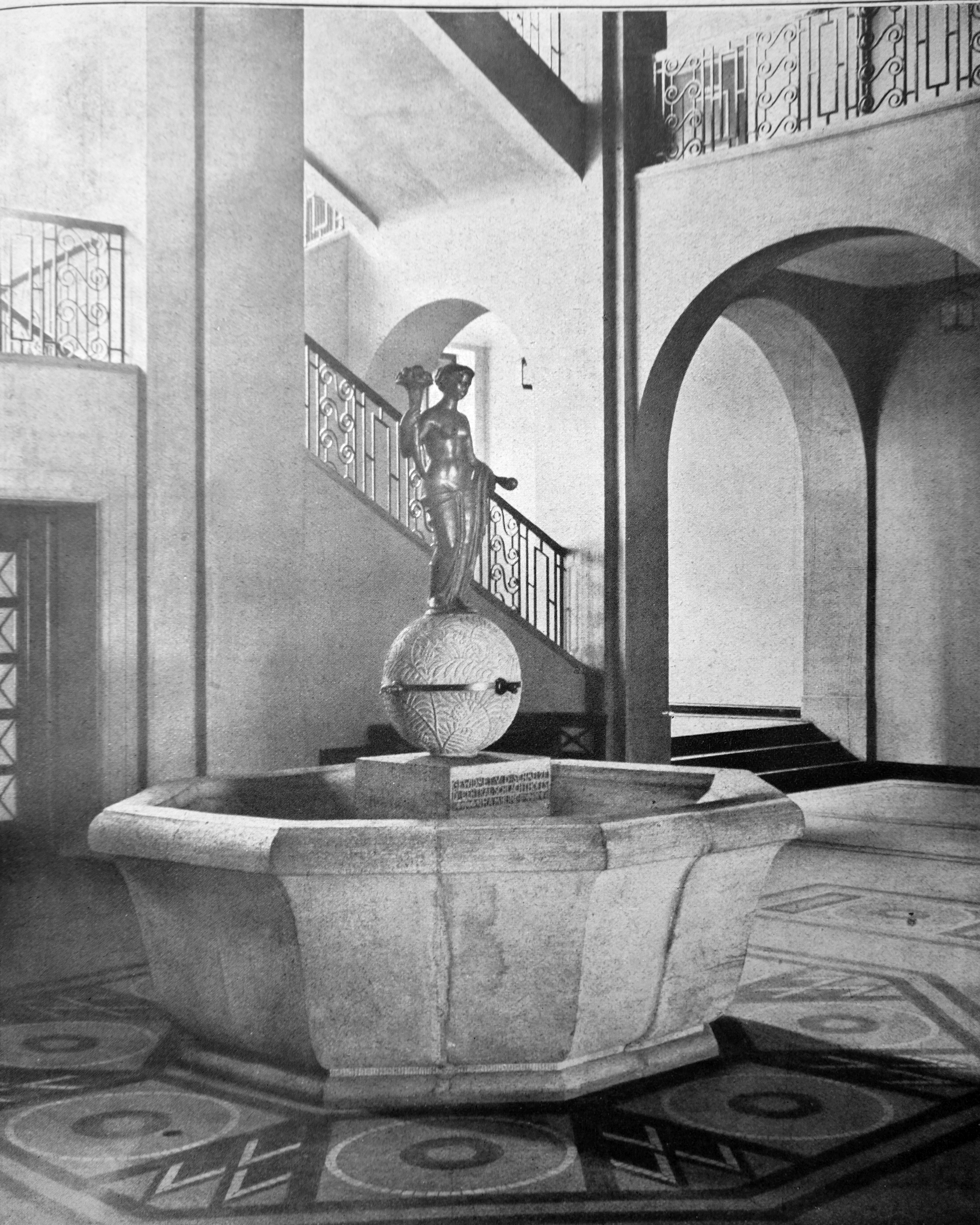
Der Fortunabrunnen von Artur Storch, Aufnahme von 1921

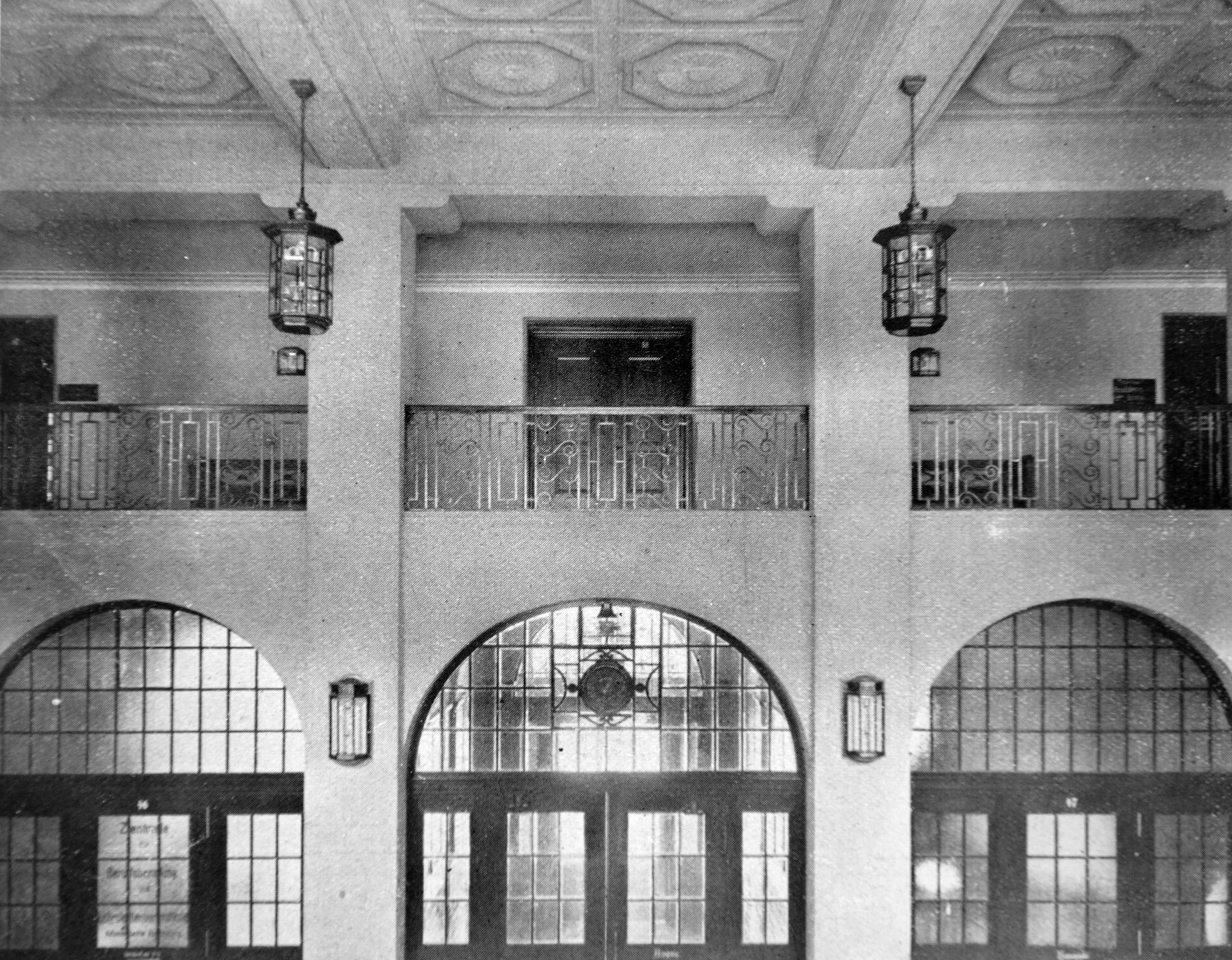
Die doppelseitige Uhr über der Eingangstür zur Eingangshalle

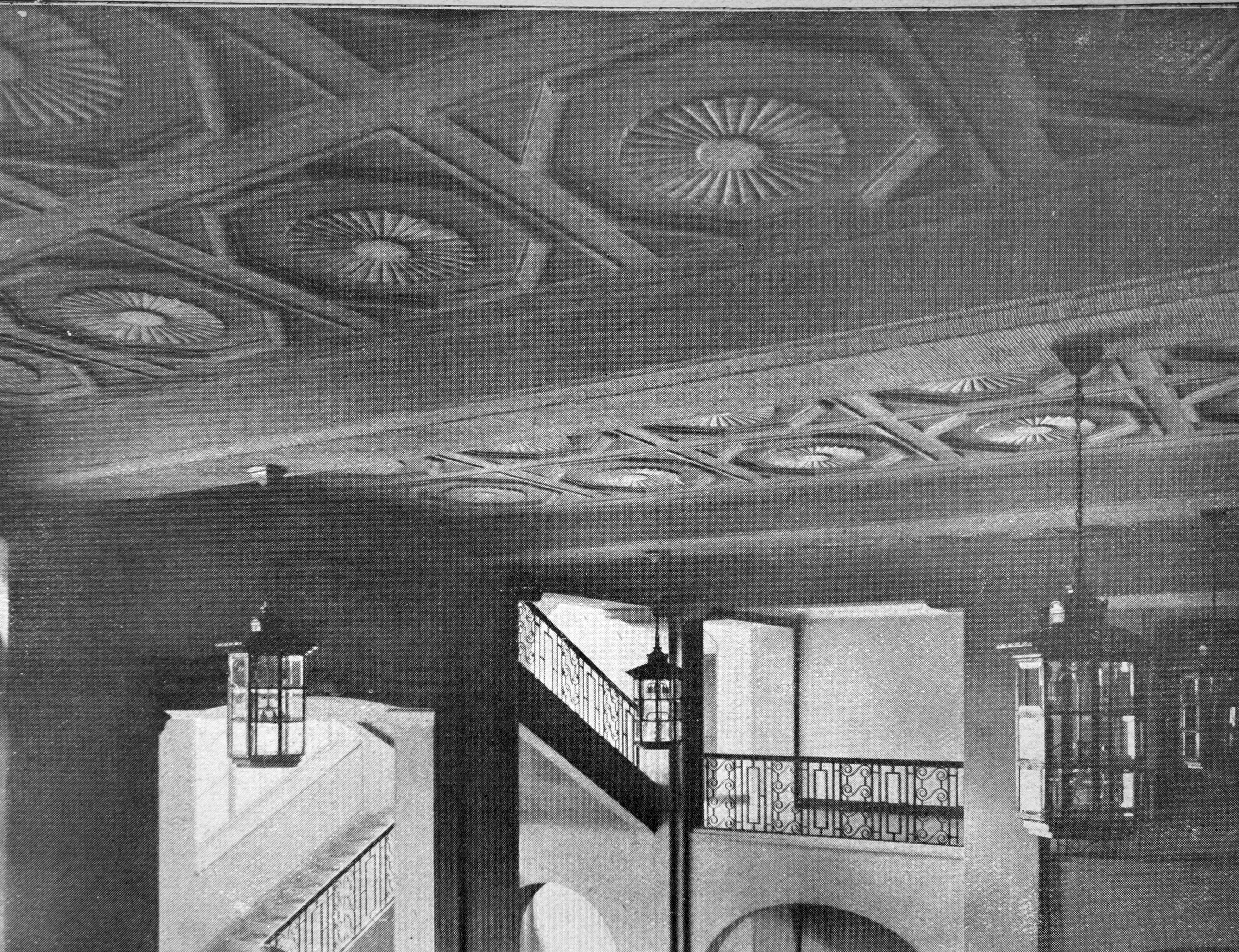
Die ursprünglichen Hängelampen in der Eingangshalle

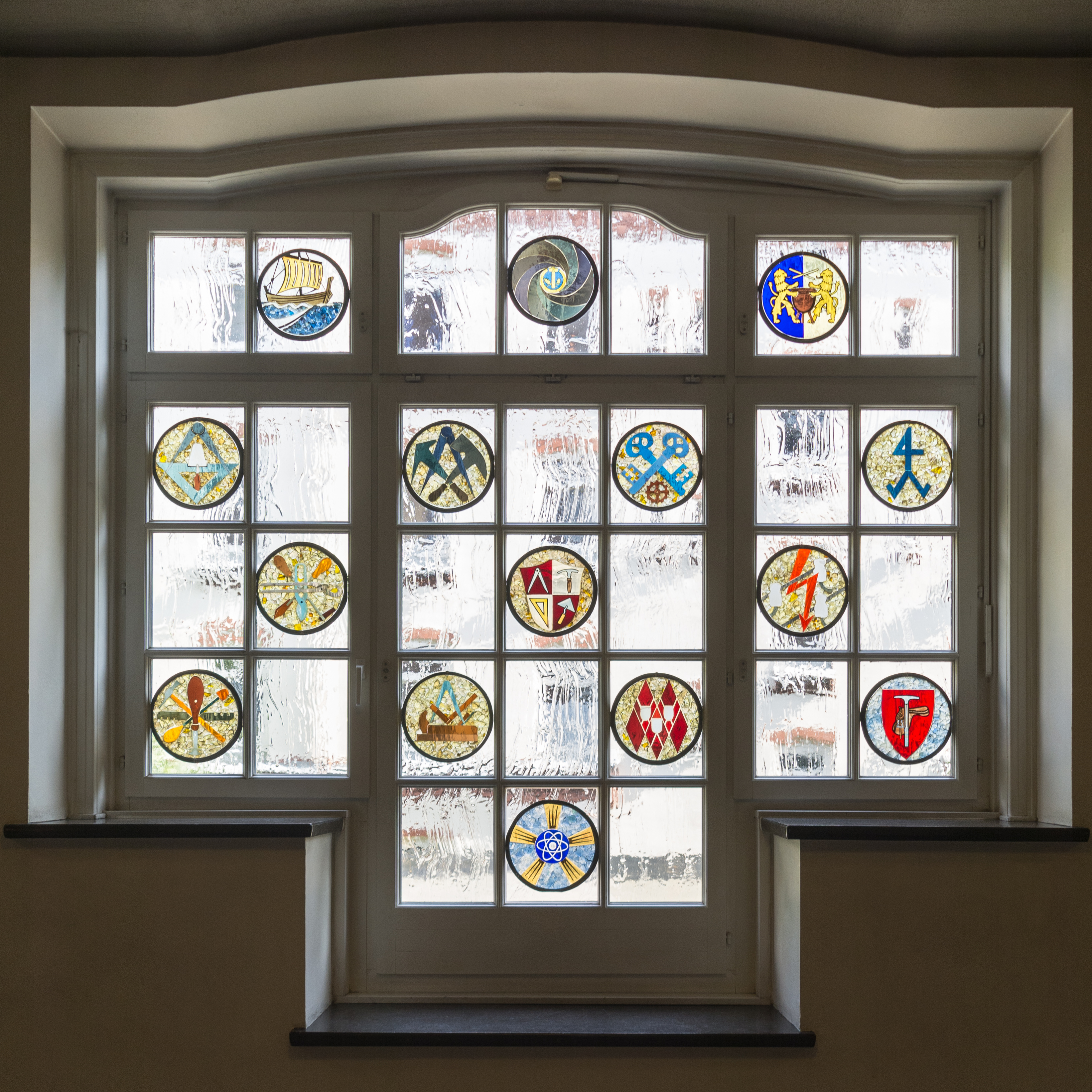
Im Haupttreppenhaus: Eines der Fenster mit Innungszeichen, hergestellt vom Glasermeisters Ewald Kerlin in den 60er Jahren

1960er-Jahre: Entfernung des Brunnens von Arthur Storch, um Ausstellungsflächen zu gewinnen, und Schutz der Fenster der inneren Arkadenbögen durch Sperrholz. Die Sperrholzverkleidung wurde in den 80er-Jahren wieder entfernt und die Glasflächen in den Sprossenfenstern zeigten wieder ihren Prismenschliff. Der Brunnen (gespendet von der Fettschmelze des Schlachthofs) wurde 1996 rekonstruiert (als Spende der Kfz-Innung Hamburg) und zeigt die Schicksalsgöttin Fortuna auf einer Kugel mit dem Füllhorn.
Die große Uhr mit beidseitiger Ansicht über der großen Flügeltür oberhalb der Eingangstreppe wurde in den 80er-Jahren ausgebaut. Ihr Verbleib ist unbekannt.
Vier Hängelampen an der Hallendecke wurden entfernt. Ihr Verbleib ist unbekannt.
Zwei kleine Podeste als Aufstellungsmöglichkeit für Büsten wurden beidseitig vor die mittleren Pfeiler gesetzt. Hier fanden ab 1937 die Marmorbüsten von Hitler und von Hindenburg ihren Platz. Anlässlich der großen Feier 1937 waren sie der Handwerkskammer überreicht worden. Nach dem Zweiten Weltkrieg wurden dort stattdessen vorübergehend die Büsten von zwei Bürgerschaftsmitgliedern, dem Bauunternehmer und Steinmetzmeister Johann Reimer (1847–1917) und dem Bäckermeister D.H.D. Blinckmann (1862–1915) aufgestellt. Sie erhielten später im Haupttreppenhaus einen anderen Platz. Reimer und Blinckmann hatten sich seit 1911 in der Bürgerschaft für den Bau des Gewerbehauses eingesetzt, doch sie starben während der Bauzeit des Gebäudes und konnten das fertiggestellte Haus nicht mehr erleben.
Das Gewerbehaus hatte zwei Paternoster. Beide wurden 1976 ausgebaut. Der Paternoster an der linken Seite der Eingangshalle wurde durch zwei kleine Fahrstühle ersetzt und 1991 umgebaut.
1960er-Jahre: Die Fensterverzierung zum Innenhof mit Handwerksemblemen aus Kunstharz (nicht aus Glas) wurden im unteren Abschnitt des Haupttreppenhauses von Glasermeister Ewald Kerlin ausgeführt.
Die Ausmalung der beidseitigen tonnenförmigen Durchgänge zum Innungsflügel und zum Remter wurden vor 1972 mit verschiedenartigen Handwerksemblemen ausgemalt.

### Windfang
Der Treppenbereich zwischen der großen Haustür und der Flügeltür in die Eingangshalle:
1989: Veränderung der Treppe (statt bisher acht steilen Stufen wurden neun Stufen aus weißem Granit zur besseren Begehbarkeit verlegt.)
Statt bräunlicher Wandfliesen wurden weißgetönte Fliesen verlegt. Sie wurden als besondere Würdigung dieses Handwerks eingesetzt von den Fliesenleger-Lehrlingen im 3. Lehrjahr. An der Eingangswand ist dies in die Fliesen eingeschrieben.
Fenster-Durchbruch zur Telefonzentrale (heute Auskunftsstelle).
Die nicht erhaltenen schmiedereisernen Wandleuchten wurden aus Messing im alten Stil nachgebildet.
Die Messingbeschläge an der unteren Flügeltür ist mangels Pflege schwarz angelaufen.

### Ausstellungshalle im Innenhof
Die fünf Meter hohe für Gesellen- und Meisterstücke genutzte Ausstellungshalle wurde in den 1960er-Jahren umgenutzt zur Lehrwerkstatt der Kfz-Innung. Nach deren Umzug zur Billstraße 1985 wurde die Halle als Mitarbeitergarage genutzt – weiterhin mit der Durchfahrtsmöglichkeit neben der Gaststätte „Remter“. Das kleine dreieckige Gebäude der Pförtnerloge wurde 1992 im Zuge der Umnutzung des Innenhofs beseitigt. Die so ermöglichte doppelstöckige Tiefgarage mit 87 Stellplätzen wurde überbaut mit einem Büropavillon für die Handwerksrolle innerhalb eines ruhigen Gartens.

### Remter im Souterrain des Hauptgebäudes
Mehrere Umbauten gab es im „Remter“: u. a. 1963, 1973, 1980 und zuletzt 2011. Glücklicherweise waren die Bleiglasfenster der 24 Hamburger Brauereien in der Trinkstube erhalten geblieben. Dort wurde unter den kunstgeschmiedeten Kronleuchter mit Hamburger Figuren (Hummel, Zitronenjette …) die einzige erhaltene Deckenleuchte aufgehängt, die aus dem Plenarsaal (im 2. Stock) stammte und die von Fritz Schumacher mit kleinen Handwerkszeichen entworfen worden waren.
Die besondere Gestaltung des Gildezimmers mit Wandfliesen und Glaskunstfenster – ähnlich wie die Brauerei-Bleiglasfenster in der Trinkstube – ist verändert worden. Zeitweise wurden dort zwei Gemälde „Auf der Werft“ und „In der Schmiede“ aufgehängt, die ebenfalls nicht mehr erhalten sind.
Das Gildezimmer und der Zunftsaal erhalten Licht durch hinterleuchtete Bleiglasfenster der 70er Jahre aus leicht eingefärbten Gläsern mit integrierten kleinen Zunftwappen. Sie wurden von der Glaserei F. W. Ulrich ausgeführt.

### Innungsflügel
1. Die 350 m² große „Halle für Arbeitssuchende“ im Souterrain des Gebäudes, die für die Bewilligung des Gebäudes durch Senat und Bürgerschaft ausschlaggebend war, wurde 1943 als Luftschutzeinrichtung genutzt. Seit 1995 dient dieser Bereich als neue Ausstellungsfläche „Galerie“ mit neu verlegtem Terrazzo-Fußboden. Sie hat eine direkte Erreichbarkeit von der Straße durch den ursprünglichen Niedergang für die Arbeitssuchenden mit den schweren schwarzen Türen und den ornamental verzierten Schutzgittern.
Hinter der „Galerie“ wurde außerdem vorübergehend die Hausdruckerei untergebracht. Heute befindet sich dort u. a. die Poststelle der Handwerkskammer.
2. Weitere bauliche Veränderungen im Treppenhaus des Innungsflügels:
Während des Dachgeschossausbaues 1984/85 wurde das Oberlicht zur bisher natürlichen Beleuchtung des sechsgeschossigen Innungsflügels mit seinen offenen Galerien mit Beton überdeckelt (Architekt Dieter Langmaack), so dass darüber Büros entstanden. Dadurch wurde das Treppenhaus, wie Fritz Schumacher es vorgesehen hatte, einschneidend und nachhaltig verändert: Die Leichtigkeit der hellen Decke mit den Schumacher-typischen Diagonalkreuzen wurde zu einem schwarzen Deckel mit hellen Diagonalkreuzen. Es dringt kein Tageslicht mehr in dieses Treppenhaus, so dass es permanent künstlich beleuchtet werden muss. Optisch tritt das Geländer als Architekturelement in den Vordergrund.

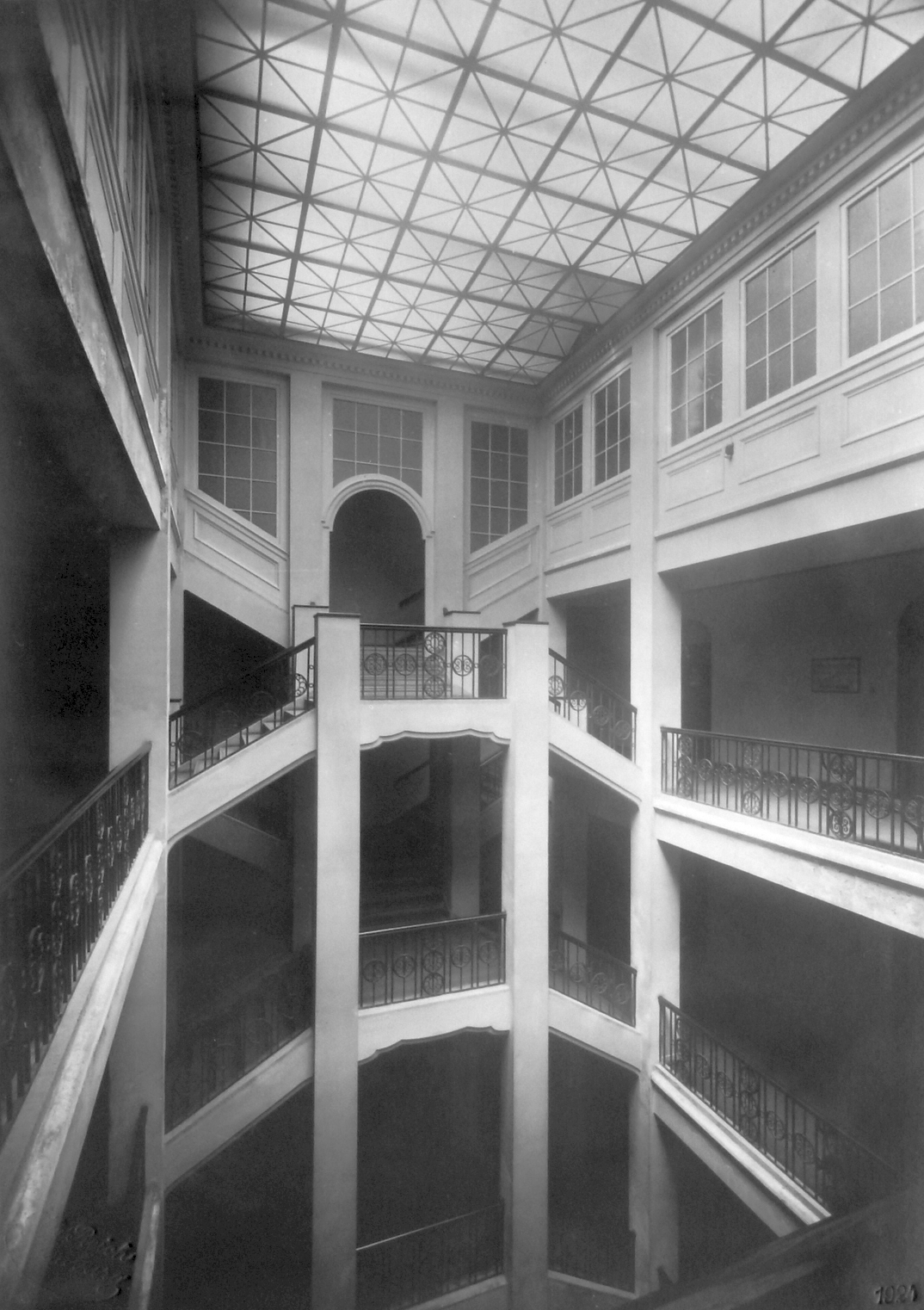
1920 Innungsflügel. Treppenhaus im Tageslicht – mit dem ursprüngl. transparenten Oberlicht

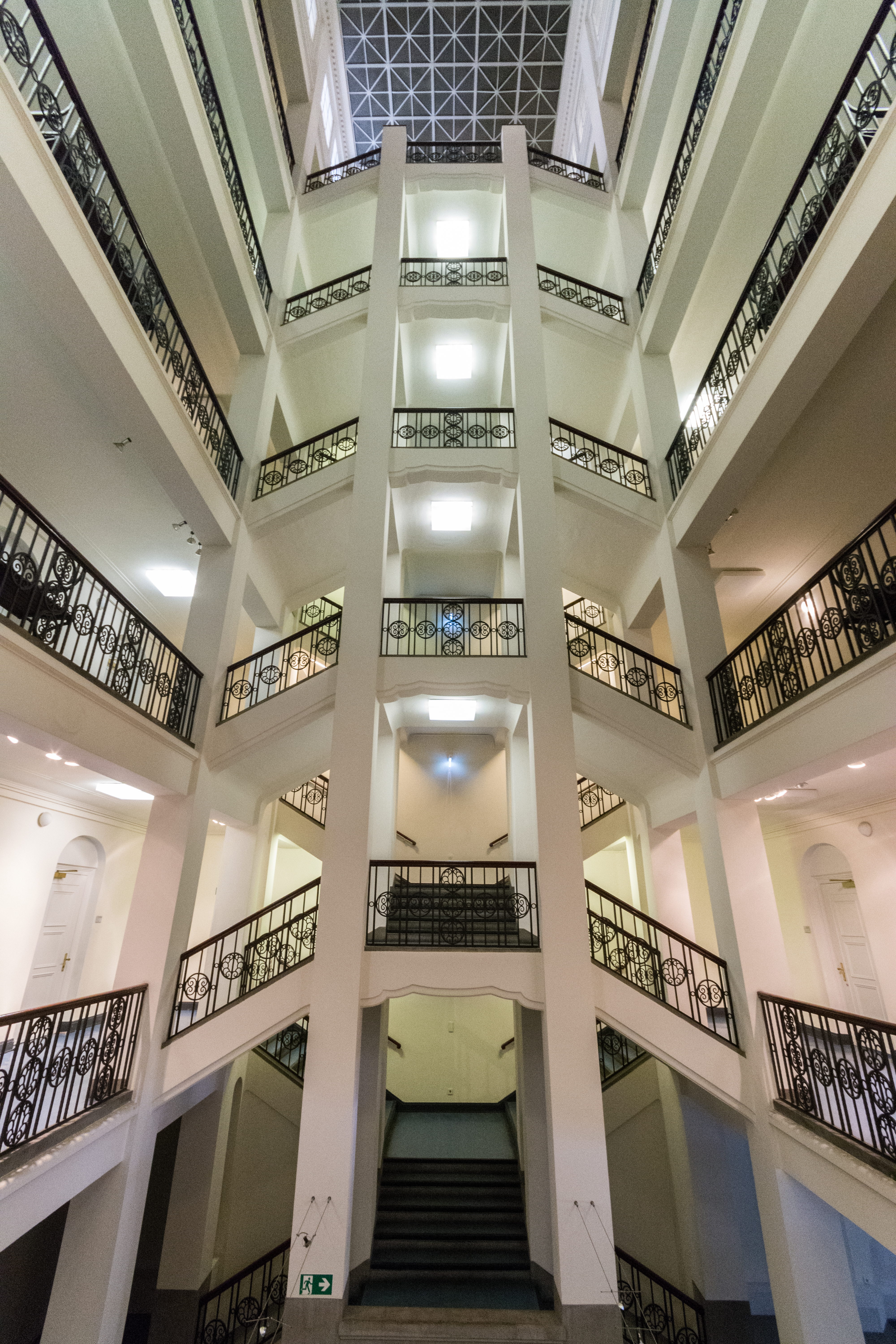
2016 Innungsflügel. Treppenhaus in künstlicher Beleuchtung wg. des zugedeckelten Oberlichts

Eine weitere Änderung bezieht sich auf die Scharrierung des Betons im Treppenhaus. Die scharrierte Betonschicht wurde oberhalb des Sockelbereichs abgeschlagen und in gelblicher Farbe verputzt.
3. Inzwischen sind die Büroräume im Innungsflügel nicht mehr von den ursprünglich zahlreichen Innungen genutzt, sondern dienen als Büros der Handwerkskammer und im 5. Stock auch als Seminarräume sowie als Lagerräume für die Vermietungslogistik.
Die Innungen benötigten für ihre zusätzlichen Aufgaben größere Räume und verließen nach und nach den Standort am Holstenwall und damit die unmittelbare Nähe zur Handwerkskammer. Dadurch machten sie Flächen frei für zusätzliche Aufgaben der Kammer. Für den Dachgeschossausbau wurde auch die Hausmeisterwohnung im 5. Stock aufgelöst.
Im Rahmen des Baues der Tiefgarage 1990/92 wurde statt des 1976 stillgelegten Paternosters für den Innungsflügel ein Lastenfahrstuhl von der Tiefgarage bis zum 5. Stock installiert.

### Hauptgebäude

#### Erster Stock
1. In den 90er-Jahren wurde der Präsidentenflur umgebaut: Statt grünem Linoleumfußboden wurden weiße Granitplatten verlegt, statt der Flügeltür wurde eine Verglasung mit alten Bleiglasfenstern aus der alten Nikolai-Kirche vorgenommen. Der Flur endet an einem hinterleuchteten Kirchenfenster. Die Bürogrundrisse wurden verändert.
2. Die Bleiverglasung mit Handwerksemblemen und der Kachelofen im Präsidentenzimmer sind nicht mehr erhalten. Die Gemälde „Auf der Werft“ und „In der Schmiede“ von einem unbekannten Künstler wurden später im Gildezimmer des Remter aufgehängt. Ihr späterer Verbleib ist unbekannt.
3. Im Zuge des Umbaues des Präsidentenareals wurden auch die schmiedeeisernen Gitter mit verschließbaren Türen für den äußeren Flur entlang des Luftraums der Eingangshalle beseitigt. Sie hatten dasselbe Dekor wie das Geländer im Haupttreppenhaus und schützten den hoheitlichen Bereich. Sichtbar geblieben sind die verfüllten Löcher zur Befestigung der Gitter im Boden und in den Wänden.

#### Zweiter Stock

##### Töpferzimmer (Raum 201)
Der Majolika-Ofen von 1915 als Geschenk des Obermeisters der Töpfer-Innung mit den Darstellungen des alten Hamburg ist das Prachtstück des ehemaligen Innungsbüros der Töpfer und Ofenbauer.
In den 90er Jahren wurde, um ein wohnliches Ambiente für kleine Besprechungen zu schaffen, der Raum mit Gemälden dekoriert. Die Namen der dargestellten herrschaftlichen Personen sind nicht bekannt. Sie haben keinen Bezug zum Handwerk.
Obwohl es in diesem Raum keinen offenen Kamin gibt, wird er kammerintern als „Kaminzimmer“ bezeichnet.

##### Bauhüttensaal (Raum 204)
Die Glaskunstfenster mit Trachten und Emblemen sind nicht erhalten. Ebenfalls sind die vier Hängelampen nicht mehr vorhanden. Die Beleuchtung erfolgt heute durch streifenförmig unter der Decke befestigte Neonlampen.

##### Tischler-Zimmer (Raum 205)
Das Tischler-Zimmer ist geschmückt durch in die Holzvertäfelung eingelegte alte Bilder aus Hamburg und Intarsien. Im Rahmen von Sanierungsarbeiten 2016/2017 wurde die Vertäfelung weiß übermalt. Die neuen sehr hell leuchtenden Beleuchtungskörper haben keinen Bezug zu dem ursprünglichen Zustand des Raums.

##### Plenarsaal (Raum 206) der Versammlungsraum der Kammer
An den Wänden des Plenarsaals hingen ursprünglich impressionistische Gemälde von Arthur Illies über die Arbeitswelt in Hamburg u. a. „Hafenbild“ und „Arbeitssuchende“. Diese ovalen Wandgemälde wurden in der NS-Zeit vorübergehend entfernt und nach dem Krieg vorübergehend wieder aufgehängt. Ihr Verbleib ist unbekannt. Stattdessen sind dort die Auftragsporträts der jeweils letzten Präsidenten aufgehängt.
Verlängerung des U-förmigen Ruscheweyh-Tisches.
Ornamentverzierte Schiebetüren wurden ersetzt durch eine Flügeltür.
Durch einen Lüftungskanal hinter verzierten Holzgittern strömte ursprünglich Frischluft in den Plenarsaal.
Die von Fritz Schumacher entworfenen schmiedeeisernen Hängelampen mit Handwerkszeichen sind durch moderne Hängeleuchten ersetzt. Nur eine der acht Schumacher-Lampen ist noch erhalten. Sie ist im Souterrain unter dem schmiedeeisernen Kronleuchter im Remter aufgehängt.
Als Scharnier zwischen dem Plenarsaal der Handwerkskammer und dem Bannersaal der Innungen (Raum 207) gestaltete Fritz Schumacher einen kleinen Lobby-Raum mit einem gediegenen Entrée, den er „Vorzimmer“ nannte und mit einem Besprechungstisch und Garderobe ausstattete.
Wegen des besonderen architektonischen Wertes des Ensembles mit den jeweiligen Holzverkleidungen und den Stuckverzierungen an den Decken konnte 2013 ein Wanddurchbruch zwischen den beiden Räumen verhindert werden. Dadurch bleibt die Beengtheit für die Teilnehmer der Sitzungen der Vollversammlung bestehen. Die beiden Säle im 3. Stock dienen seitdem als Ausweichquartier für Plenarsitzungen.

##### Bannersaal (Raum 207)
Der Bannersaal war ursprünglich der für die Innungen vorgesehene Versammlungsraum. Es gab eine kleine integrierte Telefonzelle in einer Ecke des Raumes.
Die Hängelampen wie im Plenarsaal sind nicht erhalten. Sie wurden durch moderne Lampen ersetzt. Der Verbleib der alten schmiedeeisernen Beleuchtungskörper ist unbekannt.
Die inzwischen verkleideten Wandschränke dienten der Aufbewahrung der kostbaren Fahnen (Banner) der Innungen. Auch hier sind die verzierten Schiebetüren durch eine Flügeltür ersetzt worden.
Im äußeren Areal vor der doppelläufigen Treppe befand sich die Garderobe für Gäste des Großen Saals. Die früher an der Decke befestigte Hakenanlage wurde entfernt und die Deckenleuchten nach alten Vorlagen rekonstruiert.

#### Dritter Stock

##### Bildersaal (Raum 302)
Die ovalen impressionistischen Wandgemälde von Hamburger Künstlern gaben dem Raum seinen ursprünglichen Namen. Sie sind ebenso wie die Gemälde von Arthur Illies im Plenarsaal (Raum 206) auf alten Schwarz-Weiß-Fotos zu erkennen und wurden entfernt. Ihr Verbleib ist unbekannt.
Die farbige Wandgestaltung von Otto Fischer-Trachau auf den Pilastern mit Ornamenten und Putten mit Kerzenleuchtern und Schalen auf dunklem Grund wurde ebenfalls beseitigt bzw. weiß übermalt.

##### Großer Saal (Raum 304) mit der Fenstersuite „Die Handwerke“ von C. O. Czeschka

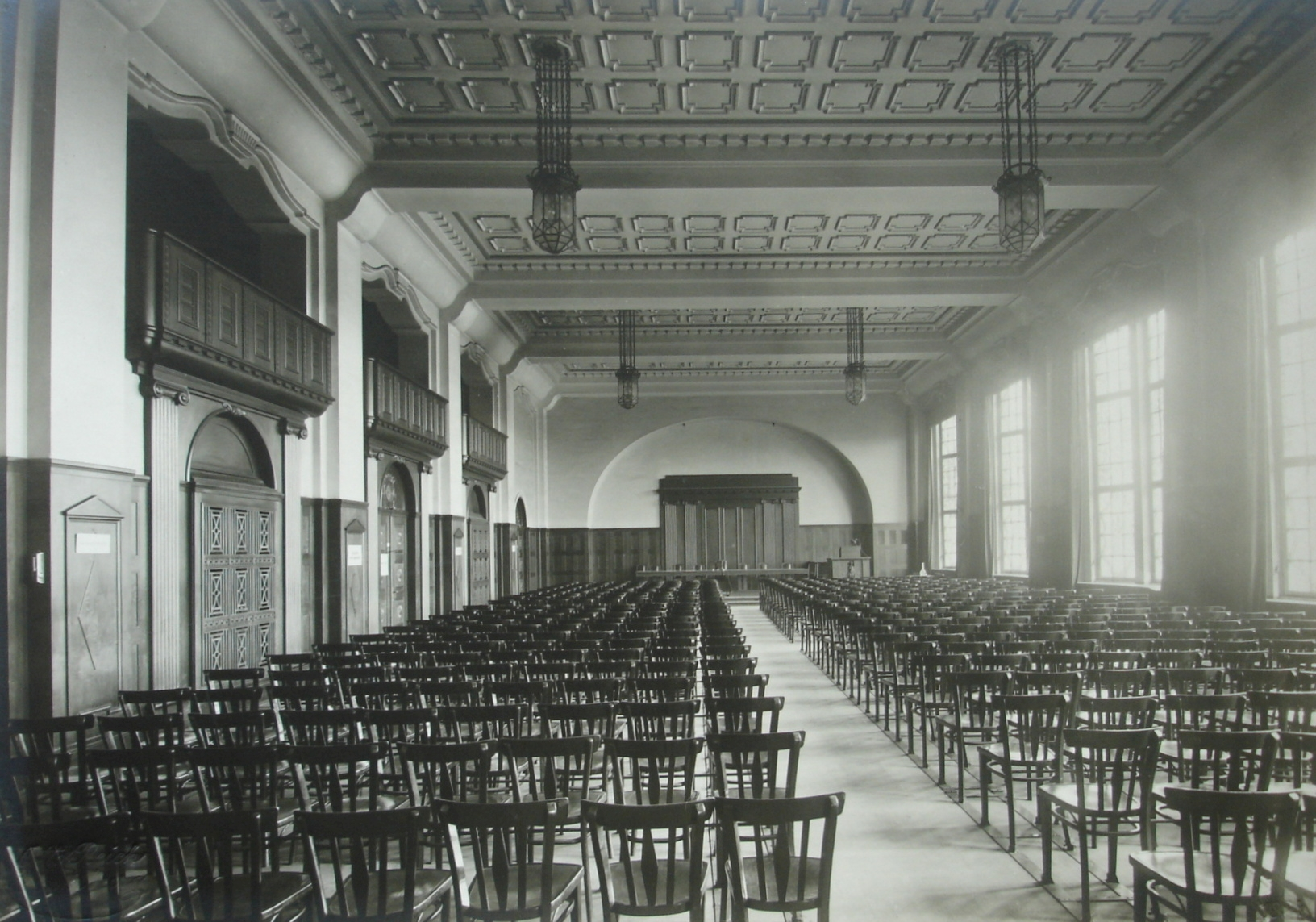
Der Große Saal des Gewerbehauses mit den 4 ursprünglichen schmiedeeisernen Leuchten

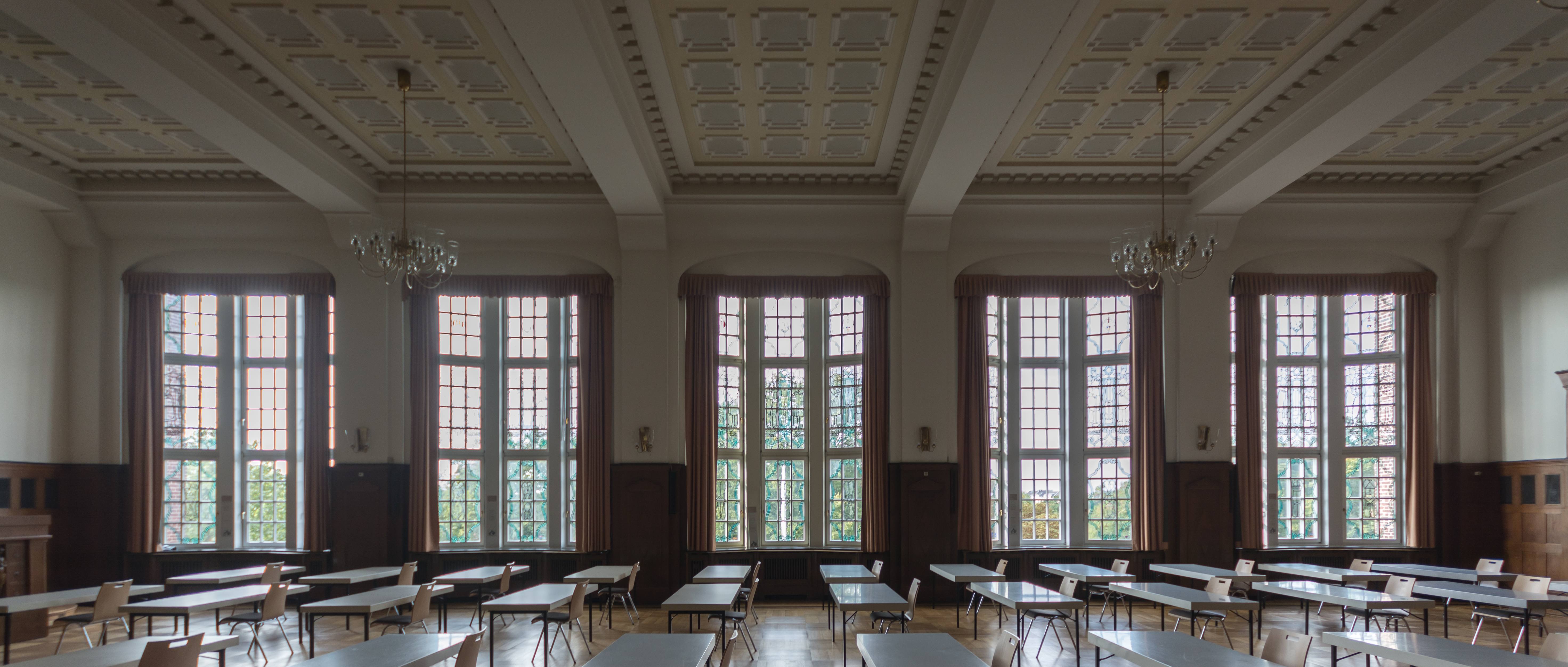
Unvollendete Fensterfront des Großen Saals (2016–2025)

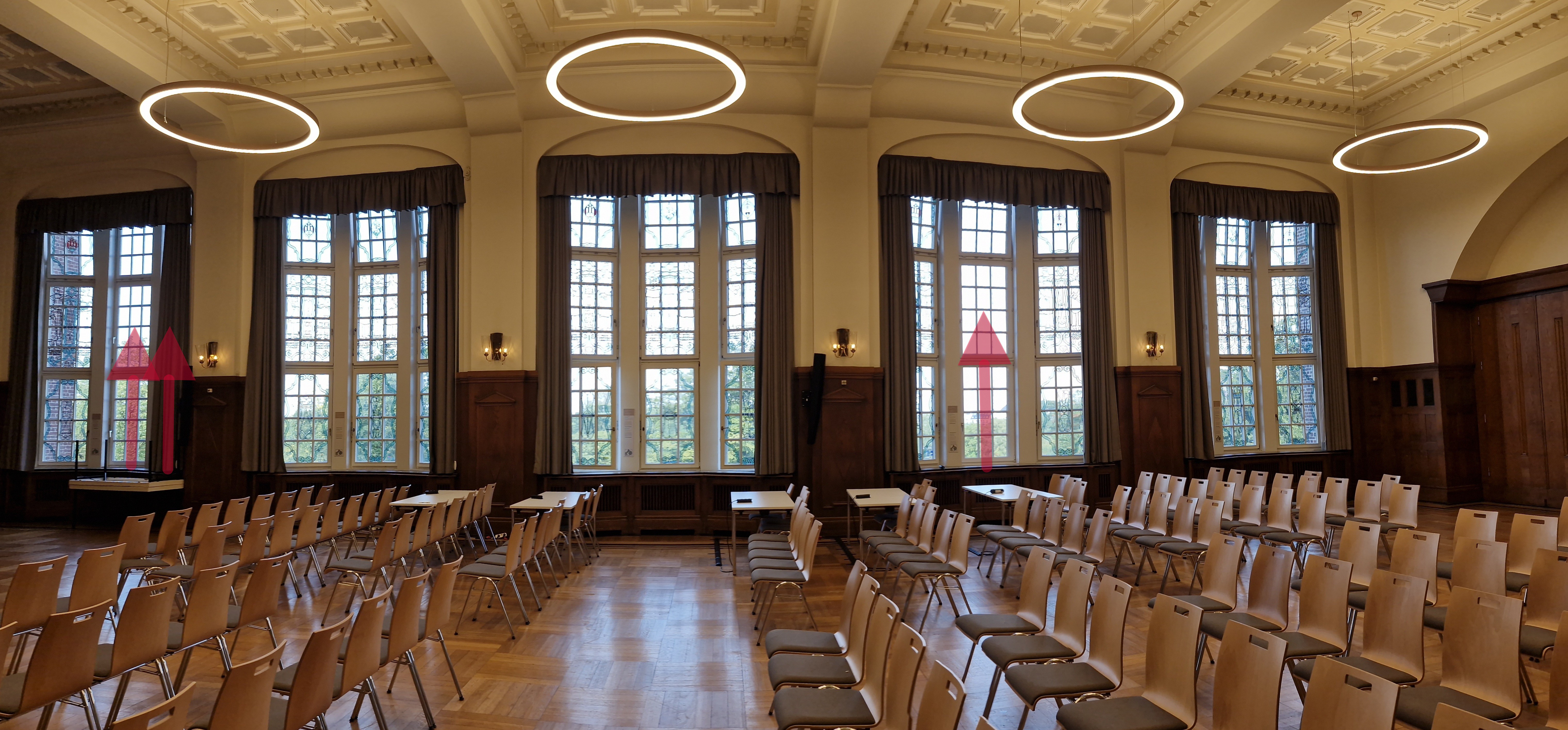
Situation der 3 fehlenden Fenster (2016–2025) sowie Ringleuchten

Die Glaskunstfenster von Carl Otto Czeschka waren zu Beginn und sind heute erneut die Besonderheit des Großen Saals an der Straßenfront des von Fritz Schumacher entworfenen Gebäudes. Diese Fenster waren 1914 von dem vielseitigen Wiener Künstler Czeschka entworfen worden, der sieben Jahre zuvor als Lehrer an die Hamburger Kunstgewerbeschule berufen worden war. Die künstlerische Gestaltung wurde vorgegeben durch die strenge Fensteraufteilung. Auf 15 schmalen und hohen Fensterflächen wurden unter dem Thema „Die Handwerke“ symmetrisch Figuren der Handwerksberufe, ihre typischen Werkzeuge und Produkte sowie Symbole und Schriftzeichen angeordnet. Während des Ersten Weltkriegs wurden sie realisiert und fanden ihren Platz im Neubau am Holstenwall. 1943, nur 28 Jahre später, gingen sie im Zweiten Weltkrieg zu Bruch. Für das Gewerbehaus war dies der einzige große Schaden infolge von in der Nachbarschaft explodierenden Bomben. Einfache Klarglasfenster und seit den 90er Jahren Holzsprossenfenster mit Isolierverglasung wurden eingesetzt und das Kunstwerk von C. O. Czeschka geriet in Vergessenheit. Fast 70 Jahre später glückte es, auf Grundlage der geretteten Werkzeichnungen eine zweite Realisierung der ursprünglichen Czeschka-Fenster zu initiieren. Die Entstehung dieser Fenster von C. O. Czeschka 1914/1915 und ihre spätere Wiederherstellung sind die Eckpunkte einer komplexen und zum Teil tragischen Geschichte, die mit dem Neubau des Gewerbehauses, dem Sitz der heutigen Handwerkskammer, begann.
Schon der Auftragsverlauf hatte unter keinem glücklichen Stern gestanden. Vor genau 111 Jahren fand am Abend des 1. Mai 1914 eine Vorstandssitzung der Gewerbekammer in ihrem Sitzungssaal Große Bleichen 61/63 statt, in der über den Auftrag an Czeschka beraten wurde. Im handschriftlich geführten Protokollbuch sind die Probleme der Repräsentanten des Gewerbes mit Fritz Schumachers Absichten zu erkennen. Gläserne Ornamente als Schmuck des Festsaals waren nicht der Plan gewesen, sondern aussagekräftige Themenbilder über das Handwerk. Diese Idee umzusetzen, traute Schumacher dem vom Jugendstil geprägten Czeschka zu. Ein beschränkter Wettbewerb fand statt. Wie zu erwarten, gewann den 1. Preis nicht die Glaswerkstatt Gebr. Kuball, sondern der Künstler Czeschka. Die Ergebnisse des Wettbewerbs im Maßstab 1 : 1 wurden vom 11. bis 13. April 1914 in der Kunstgewerbeschule am Lerchenfeld ausgestellt, also in dem erst ein Jahr zuvor in Betrieb genommenen „Bruderbau“ des Gewerbehauses. Doch nicht allen Vorstandsmitgliedern hatte diese Präsentation gefallen. So wurde in der Sitzung am 1. Mai 1914 versucht, Czeschka die verfahrensmäßig zu diesem Zeitpunkt zustehende Abschlagszahlung für seine Entwurfszeichnungen zu verweigern. Auch wurde darauf gedrängt, sein Künstlerhonorar zu kürzen. Denn man erwartete, sein Entwurf werde in der Herstellung teurer werden als bisher kalkuliert.
Unglücklich verlief danach auch die Zusammenarbeit zwischen Czeschka und der Glaserei Kuball. Vermutlich zum Trost hatte der im Wettbewerb unterlegene Mitbewerber den umfangreichen Auftrag erhalten, den Siegerentwurf auf Glas zu übertragen. Briefe von Czeschka an Kuball aus dem Jahr 1915 belegen die Spannungen zwischen beiden. Offenbar aus Kostengründen wurde schließlich verzichtet, in die Kartuschen der oberen Fensterreihe die Handwerkssymbole zu setzen, die Czeschka dafür vorgesehen und gezeichnet hatte. Man behalf sich mit drei Motiven, die sich fünfmal oben in den Klappenfenstern abwechselten: Das waren das Wappen von Hamburg, St. Georg mit dem Drachen und das Malerwappen.
In fünf fachlich zusammenhängenden Dreiergruppen wurden die Themenfenster in den Bay-Windows des über 2 Geschosse reichenden Großen Saals angeordnet.
- 1. Bäcker / Schlachter • Schneider / Kürschner • Juweliere, Gold- und Silberschmiede
- 2. Böttcher / Tischler • Glaser / Tapezierer • Sattler / Wagenbauer
- 3. Steindrucker • Buchdrucker • Buchbinder
- 4. Maschinenbauer / Schlosser • Klempner / Feinmechaniker und Optiker • Schmiede / Kupferschmiede
- 5. Töpfer / Schornsteinfeger • Tiefbauer / Steinhauer und Steinsetzer • Maurer und Zimmerer

1943 geschah während der Bombardierung Hamburgs das große Unglück. In einer Nacht wurde die gesamte Fensterfront des Festsaals mit den 15 × 3 Fensterflügeln zerstört. Danach geriet dieses einmalige Kunstwerk in Vergessenheit. Außerdem zerstörten die Bomben in den Gomorrha-Nächten große Teile der Schule am Lerchenfeld mit Czeschkas Atelier und seinem dort aufbewahrten Werk. Dem verzweifelten 64-jährigen Czeschka halfen zwei seiner früheren Studenten, aus den Trümmern zu bergen, was noch zu bergen war. Die zerquetschten Zeichnungen für „Die Handwerke“ gehörten dazu – ein Wunder. Allein dank dieser riskanten Bergung konnten die Zeichnungen viele Jahre später ein zweites Mal verwendet werden für neue-alte Fenster im Großen Saal des Gewerbehauses.
Dass fast 70 Jahre nach dem Drama von 1943 der Traum von einer originalgetreuen zweiten Realisierung denkbar und auch durchführbar wurde, ist der Kunsthistorikerin Maike Bruhns, dem Kunsthistoriker und Museumskurator Heinz Spielmann, der Unterstützung durch Czeschkas Erben Henner Steinbrecht und Thomas Effenberger, dem Vollkornbäcker und ersten Spender, zu verdanken.
Projektbetreuerin dieses Vorhabens wurde Hella Häussler. Sie war von 1980 bis 2010 Standortberaterin in der Handwerkskammer gewesen. 2009 hatte sie von den geretteten Werkzeichnungen Czeschkas erfahren und war beeindruckt vom Inhalt und der Form der Komposition Czeschkas für alle 15 Fenster. Zur Rekonstruktion jedes einzelnen initiierte sie eine Spendenaktion.
In ihrer Publikation über die Geschichte des Gewerbehauses erwähnte sie erstmals 2010 die vergessenen Fenster. 2011 beteiligte sie sich an der von Heinz Spielmann kuratierten Czeschka-Ausstellung „Carl Otto Czeschka: Ein Wiener Künstler und die Hamburger Wirtschaft“ und an dem dazugehörenden Katalog in der Reihe „Kunst in der Handelskammer“.
Ihre ausführliche Darstellung über die Entstehung der Czeschka-Fenster 1914, ihre Zerstörung 1943 und die Wiederherstellung ab 2011 erschien 2019.
Im Dezember 2012 war der langersehnte Termin gekommen: Das Glaskunstatelier Hempel hatte die ersten drei neuen-alten Czeschka-Fenster fertiggestellt. Nach ihrem Einbau am Holstenwall im Großen Saal wurde ihre Rückkehr begeistert bestaunt. Auch in den Hamburger Medien fanden sie Aufmerksamkeit und Würdigung.
12 der 15 Bleiglasfenster konnten in den Jahren von 2012 bis 2016 rekonstruiert werden. Drei Fenster pro Jahr bedeutete für das Glaskunstatelier Hempel, entsprechend Czeschkas Zeichnungen jeweils 10 Quadratmeter Glas zu schneiden, zu malen, zu brennen und zu verbleien. Durch die großzügigen Spenden u. a. von mehreren Innungen, Handwerksbetrieben und Privatpersonen war diese traditionelle und komplizierte Arbeit finanziert worden.
Doch dann geschah 2015 ein neues Unglück: Innerhalb der Laufzeit des Projektes, beim Status von 80 %, wurde die Weiterarbeit durch einen Beschluss der Handwerkskammer unterbrochen. Trotz der Zusicherung vor Abschluss des Honorarvertrags wurde der Projektbetreuerin in einem Brief von 2015 mitgeteilt, dass der Vertrag nicht verlängert werde. Die Kammer wolle nun eigenständig die restlichen drei Czeschka-Fenster rekonstruieren lassen. Dieser Absicht der Kammerführung stand jedoch das Urheberrecht im Wege, denn die Rechte an diesem Werk von C. O. Czeschka hatte sein Erbe der bisherigen Projektbetreuerin übertragen.
In den folgenden Jahren wurde von mehreren Seiten mehrmals versucht, die Handwerkskammer zu motivieren, den Stillstand zu beenden und das Projekt fortzusetzen. Doch das erforderliche Einvernehmen für die urheberrechtliche Zustimmung kam nicht zustande. Die Chance zur Fertigstellung bzw. zur Rücknahme des Beschlusses von 2015 wurde von der zwischenzeitlich erneuerten Kammerführung nicht genutzt. Eine seit Februar 2025 beidseitig angebotene externe Moderation konnte nicht stattfinden, weil die Handwerkskammer in über 10 Wochen keinen Termin anbot. Keine Antwort ist auch eine Antwort.
Das Comeback von Czeschkas Werk „Die Handwerke“ war seit 2012 hochmotiviert und mit großer Unterstützung begonnen und begleitet worden. Aus unverstehbaren Gründen wurde es ab 2016 von der Handwerkskammer unterbrochen, ohne danach die Chancen für ein Reset zu erkennen und wahrzunehmen. Nach inzwischen fast 10 Jahren ist es für die Rechteinhaberin und frühere Projektbetreuerin angesichts der nachhaltig fehlenden Dialogbereitschaft der Kammerführung müßig geworden, noch weiter geduldig auf ein Einvernehmen zu warten. Folglich bleibt die zweite Realisierung von Carl Otto Czeschkas Fenstersuite „Die Handwerke“ aus dem Jahr 1914 im Großen Saal des Gewerbehauses mit nur 12 der 15 Czeschka-Fenster als Torso unvollendet.
Andere Veränderungen im Großen Saal:
Der gesamte Saal ist heute oberhalb der Eichenvertäfelung weiß gestrichen mit gelben Konturen. Von der Farbgestaltung von Otto Fischer-Trachau ist nichts erhalten. Die geschweiften Bögen über den Fenstern und über der Emporengalerie wurden durch flache Rundbögen ersetzt.
Statt Verdunkelungsrollos sind die heutigen grauen Vorhänge ausreichend dicht für eine Verdunkelungswirkung bei direkter Einstrahlung durch die Abendsonne.
Die ursprünglichen vier schlanken schmiedeeisernen Hängeleuchten wurden nicht erhalten. Man ersetzte sie in den 60er-Jahren durch vier geschwungene Kronleuchter, die wie zuvor paarig in der 2. und 4. Kassette aufgehängt worden waren. Durch Licht- und Schattenwirkung betonten sie schwingend die fünfteilige Struktur der Kassettendecke mit ihren Deckenspiegeln.
Im Jahr 2024 wurden ebenfalls die vier Kronleuchter entfernt. Stattdessen wurden eine Doppelreihe von vier großen ringförmige Pendelleuchten, dimmbar und color, in die 2. bis 5. Kassette eingehängt. Die vordere erste Kassette, unter der sich das Podium befindet, wird seitdem durch zwei Spotstrahler ausgeleuchtet. Die von Fritz Schumacher bezweckte Wirkung der Architektur des Festsaales mit seiner Kassettendecke ist damit zugunsten von kräftiger und schattenfreier Beleuchtung aufgegeben worden.
Das Rednerpult von 1915 mit der Holzschnitzerei von Heinrich Walldorf, ein Mädchen, das sich auf einen Vorschlaghammer stützt, ist erhalten geblieben. Jedoch wurde der Aufsatz mit der geschnitzten Schrift „Gestiftet von dem Verband Hamburgischer Gewerbevereine“ (Vorsitzender war damals Johannes Hirsch) durch einen breiteren Aufsatz ohne geschnitzten Schriftzug ersetzt.
Die Emporengalerie ist wegen der geringen Brüstungshöhe aus Sicherheitsgründen nicht mehr für ein öffentliches Publikum zugänglich.
Für den Großen Saal, den Kleinen Saal und den Plenarsaal gab es eine 1915 hochmoderne Belüftungsanlage mit Luftzufluss durch hölzernen Ziergitter. Sie war ebenso wie die Belüftungsanlage im Hamburger Rathaus von der Firma R.O.M. installiert worden. Jedoch wurde sie zeitbedingt nicht mehr gepflegt und dadurch funktionsunfähig. Die große Ventilatoren-Konstruktion auf dem Dachboden ist 1994 im Rahmen des Dachgeschoss-Ausbaues entfernt worden. Die Leitungsschächte fanden Verwendung für Kabelkanäle zugunsten der modernen EDV-Bürotechnik. Zur Lüftung müssen nunmehr die Fenster geöffnet werden, auch wenn dann der Verkehrslärm stört.

##### Kleiner Saal (Raum 303)
1935 erfolgte ein Wanddurchbruch zum Großen Saal: Die drei verzierten Verbindungstüren zum Großen Saal wurden entfernt und ersetzt durch eine breite Falttür. Die drei achteckigen schmiedeeiserne Deckenleuchten sind nicht erhalten. Heute sind dort moderne große Lampenringe installiert, die farbige Partystimmung ermöglichen.

#### Vierter Stock
Die Bibliothek und die Patentschriftensammlung mit einem vornehmen Lesesaal wurden aufgegeben. Der Buchbestand wurde in den 80er Jahren der Commerzbibliothek der Handelskammer zur Verfügung gestellt. Der Lesesaal ist umgewandelt worden zu einem Sitzungsraum, in dem die gläsernen Schrankwände der ehemaligen Bibliothek mit einem Restbestand an Büchern erhalten blieben.
Der dahinterliegende große Raum, in dem sich die Bücherregale befanden, wurde in mehrere Büros umgewandelt.

#### Fünfter Stock
Die Schulungsräume im 5. Stock wurden bis in die 80er-Jahre u. a. von der Wirtschaftsakademie der Handelskammer genutzt, dann von der Akademie des Handwerks und heute von einer privaten Bildungseinrichtung für gerontopsychiatrische Pflege.

#### Sechster Stock
Zusätzliche Büro- und Seminarnutzungen wurden 1984/85 durch den Ausbau des Dachgeschosses ermöglicht. Hierfür wurde das Oberlicht des Innungsflügels überdeckelt (s. o.). Teilweise ist in den Seminarräumen die hölzerne Dachkonstruktion offen sichtbar.
Das Dachgeschoss war nicht nach modernem Standard isoliert worden gegen Wärme und Kälte. Deshalb wurden die Räumlichkeiten später wieder aus der Nutzung genommen und stehen seitdem leer.

### Weitere Veränderungen

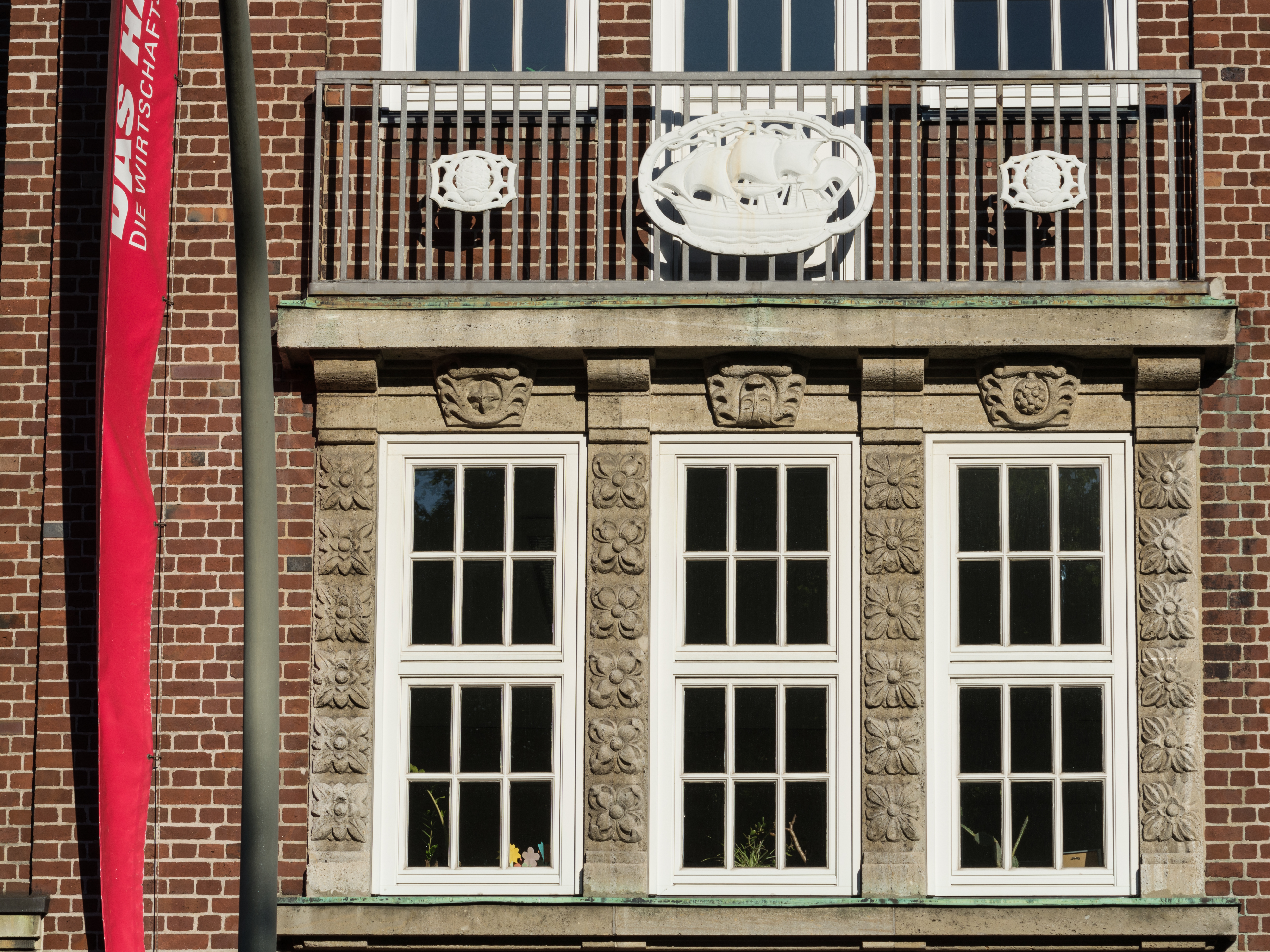
Eines der sechs beidseitigen Felder des Bauschmucks mit dem ursprünglich goldenen Koggen von L. Kunstmann

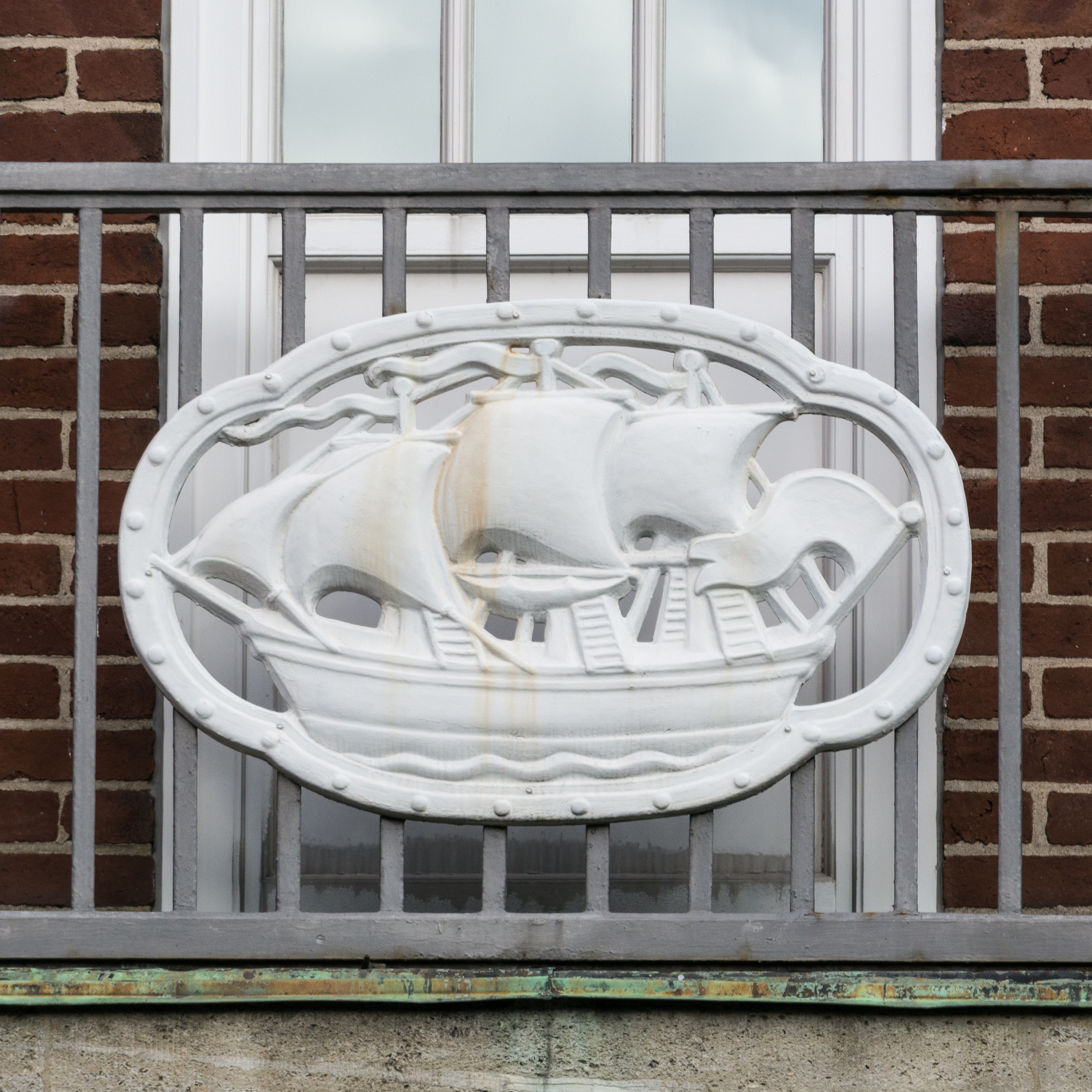
Eine der sechs unterschiedlichen ursprünglich goldenen Kunstmann-Koggen in der Fassade des Gewerbehauses

Der größte Teil des ursprünglichen wertvollen Mobiliars ist im Gewerbehaus nicht mehr vorhanden. Eine Ausnahme bilden mehrere Holzbänke mit den Diagonalkreuzen und einige Tische (z. B. im Pausenbereich der Seminarräume im 5. OG).
Die meisten Türen im Hauptgebäude und im Innungsflügel in ihrer naturbelassenen dunklen Farbe wurden weiß oder grau übermalt. Nur die naturbelassenen Eingangstüren zur Galerieempore im 4. Stock wurden hellbraun gestrichen.
Mehrere Toilettenräume wurden zu Büros umgebaut – und zwar im 1., im 2. und im 4. Stock.
Nach dem Konzept eines Künstlers wurden in den 90er-Jahren die Fußbodenleisten im Hauptgebäude und im Innungsflügel nach einem bestimmten Schema neu angestrichen – und zwar alternativ in den Farben Braun, Schwarz und Anthrazit.
Im Zuge der Fenstererneuerung in den 90er-Jahren wurden die straßenseitigen Fenster der Fledermausgauben im Dachgeschoss nicht mit Sprossenteilung erneuert.
Die sechs golden glänzenden Medaillons mit Koggen und die zusätzlichen beidseitigen kleinen ornamentalen Medaillons von Ludwig Kunstmann an den Balkongeländern im 2. Stock wurden in den 90er Jahren weiß übermalt. Diese bedauerlicherweise vorgenommene Übermalung verhindert seitdem nicht nur, die künstlerische Arbeit von Ludwig Kunstmann erkennen zu können, sondern auch, dass die sechs Medaillons das Sonnenlicht reflektieren und dem Haus damit den besonderen Glanz verleihen.
Beide geschweiften Giebel enthalten Natursteinschmuck an den Außenseiten und in der Mitte unterhalb der Metallfiguren auf der Giebelspitze. Der Naturstein am nördlichen Giebel wurde weiß übermalt, am südlichen Giebel wurde er grau belassen.

## Geplante Sanierung des Gewerbehauses
Im Februar 2025 wurde bekannt, dass das Gewerbehaus für insgesamt 3,5 Millionen € saniert werden soll. Die Stadt Hamburg wird dieses Vorhaben auf Antrag der SPD und der Grünen in der Hamburger Bürgerschaft mit bis zu 300.000 € aus dem „Sanierungsfonds Hamburg 2030“ unterstützen. Geplant ist es, denkmalgerecht die Backsteinfassade instand zu setzen, die Skulpturen und die Fenster zu restaurieren und eine Photovoltaikanlage zu installieren.